# Brun glansvitmossa
Brun glansvitmossa (Sphagnum subfulvum) är en bladmossart som beskrevs av Sjörs 1944. Enligt Catalogue of Life ingår Brun glansvitmossa i släktet vitmossor och familjen Sphagnaceae, men enligt Dyntaxa är tillhörigheten istället släktet vitmossor och familjen Sphagnaceae. Arten är reproducerande i Sverige. Inga underarter finns listade i Catalogue of Life.